# Phlogochroa pyrochroa
Phlogochroa pyrochroa là một loài bướm đêm trong họ Noctuidae.